# Año dual
Un año dual es una iniciativa diplomática entre dos Estados que tiene lugar a lo largo de un año para fortalecer sus relaciones. Durante ese año tienen lugar numerosas iniciativas culturales para dar a conocer cada uno de los países en el otro.
La embajada alemana mencionó que  un año dual consiste en la capacitación técnica que conjuga la práctica y la teoría. Los aspectos prácticos se aprenden a través de experiencias en una empresa y se integran a la formación teórica en la escuela profesional técnica.

## Lista cronológica de años duales
- Año Dual Francia-Rusia (2010)
- Año Dual España-Rusia (2011)
- Año Dual España-Japón (2013-2014)
- Año Dual México-Reino Unido (2015)
- Año Dual Colombia-Francia (2017)
- Año Dual Alemania-México (2016-2017)

- Datos: Q24960892